# Rhotidoides dongarrensis
Rhotidoides dongarrensis är en insektsart som beskrevs av Evans 1941. Rhotidoides dongarrensis ingår i släktet Rhotidoides och familjen dvärgstritar. Inga underarter finns listade i Catalogue of Life.